# Imagination (브라이언 윌슨의 음반)
《Imagination》은 미국의 음악가 브라이언 윌슨의 세 번째 솔로 스튜디오 음반이다. 이 음반은 1998년 자이언트 레코드를 통해 발매되었으며, 워너 뮤직 그룹이 유통을 맡았다. 이 음반은 발매 당시 엇갈린 평가를 받았으며, 상업적인 성과는 비교적 저조했다. 가장 잘 알려진 곡은 어덜트 컨템포러리 라디오에서 Top 20 히트를 기록한 〈Your Imagination〉이다. 두 번째 싱글인 〈South American〉은 지미 버핏과 공동 작곡되었다. 윌슨은 〈Lay Down Burden〉을 그해 초 암으로 세상을 떠난 형 칼 윌슨에게 헌정하였다.
조 토머스는 이 음반의 공동 프로듀서로 윌슨과 함께 작업했다. 그는 이 음반의 스타일과 프로덕션에 대해 평론가들로부터 책임을 지는 인물로 지목되었다. 음반 발매 직후, 윌슨은 토머스를 상대로 손해배상과 함께 다음 음반 작업에서 토머스의 개입 없이 작업할 수 있는 선언을 요구하는 소송을 제기했다. 이후 두 사람은 화해하여 비치 보이스의 재결합 음반 《That's Why God Made the Radio》 (2012년)와 그 후속작 《No Pier Pressure》 (2015년)에서 다시 함께 작업하였다.

## 배경
음반의 녹음 세션은 새로운 오리지널 곡들로 구성된 비치 보이스 재결합 음반 계획 직전에 이루어졌다. 하이 라마스의 션 오하건에 따르면, 그는 한때 이 프로젝트에 참여했으나 실현 가능성이 낮다는 것을 깨닫고 물러났다고 한다. 그는 또한 프로듀서이자 공동 작업자인 조 토머스가 윌슨을 설득하고 있던 "평범하고 대중적인 스타일"에 대해 불만을 표하기도 했다.

## 평가
| 전문가 평가                   | 전문가 평가 |
| 평가 점수                     | 평가 점수   |
| 출처                          | 점수        |
| ----------------------------- | ----------- |
| AllMusic                      | [ 5 ]       |
| Chicago Sun-Times             | [ 6 ]       |
| Christgau's Consumer Guide    | C           |
| Entertainment Weekly          | B           |
| MusicHound Rock               | [ 9 ]       |
| NME                           | 6/10        |
| Rolling Stone                 | [ 11 ]      |
| The Rolling Stone Album Guide | [ 12 ]      |
| Spin                          | 3/10        |

팬들의 반응과 관련해 피터 칼린은 "《Imagination》은 많은 불안한 징후들을 드러냈다. 진짜 브라이언 윌슨이라면 자신의 음악을 라디오에서 나오는 다른 곡들과 똑같이 들리도록 획일화하지는 않았을 것이라고 팬들은 불만을 터뜨렸다."고 말했다.
《롤링 스톤》에 기고한 기사에서 제이슨 파인은 "이 음반에서는 브라이언의 창조적인 불꽃을 보여주는 증거가 거의 없다"고 평하며, "특히 발라드 두 곡인 〈Cry〉와 〈Lay Down Burden〉에서는 브라이언의 최고 수준의 보컬이 담겨 있지만, 음반 전체는 지나치게 달콤한 소프트 록에 치우쳐 있으며, 고전적인 브라이언 윌슨 프로덕션 특유의 미묘한 마법은 전혀 느껴지지 않는다"고 덧붙였다.
바니 호스킨스는 《스핀》에 실린 이 음반 리뷰에서 "요즘 그가 밝고 경쾌한 장조로 곡을 쓰는 경향과 음반의 극도로 무미건조한 사운드가 결합되어, 〈Sunshine〉과 〈Your Imagination〉 같은 곡들이 초기 비치 보이스 히트곡들의 어설픈 반복에 불과하게 만들었다"고 썼다. 《NME》의 존 멀비는 이 음반에 대해 "지난 25년 넘게 윌슨의 음악을 해친 단점이 하나 있다면, 그것은 쉽게 휘둘리는 성격과 다른 사람들과 함께 작업하려는 필요성이다. 이로 인해 윌슨은 때로는 부적절한 음악적 재능을 가진 이들에게 지나치고도 잘못된 신뢰를 보내곤 했는데, 그들은 협업은커녕 윌슨의 뒤처리를 할 자격조차 없었다."라고 평했다.

## 곡 목록
| #   | 제목                           | 작사·작곡                         | 재생 시간 |
| --- | ------------------------------ | --------------------------------- | --------- |
| 1.  | 〈Your Imagination〉           | 조 토머스, 스티브 달              | 3:38      |
| 2.  | 〈She Says That She Needs Me〉 | 러스 타이틀먼, 캐롤 베이어 세이거 | 3:59      |
| 3.  | 〈South American〉             | 토머스, 지미 버핏                 | 3:44      |
| 4.  | 〈Where Has Love Been?〉       | 앤디 팔리, J. D. 사우더           | 2:17      |
| 5.  | 〈Keep an Eye on Summer〉      | 마이크 러브, 밥 노버그            | 2:48      |
| 6.  | 〈Dream Angel〉                | 토머스, 짐 피터릭                 | 3:21      |
| 7.  | 〈Cry〉                        | 브라이언 윌슨                     | 4:56      |
| 8.  | 〈Lay Down Burden〉            | 토머스                            | 3:44      |
| 9.  | 〈Let Him Run Wild〉           | 러브                              | 2:29      |
| 10. | 〈Sunshine〉                   | 토머스                            | 3:20      |
| 11. | 〈Happy Days〉                 | 윌슨                              | 4:44      |